# Blackburn Blackburn
El Blackburn R-1 Blackburn fue un avión de reconocimiento/observador de la flota británico de los años 20 del siglo xx, construido por Blackburn Aircraft.

## Diseño y desarrollo
El Blackburn fue desarrollado para cubrir un requerimiento naval (Especificación 3/21) para un avión de reconocimiento y observador artillero de la flota embarcado. Blackburn diseñó un nuevo fuselaje y utilizó el ala y las superficies de cola del Blackburn Dart. El piloto se sentaba en una cabina abierta encima del motor, un navegante se sentaba dentro del fuselaje y un puesto artillado fue ubicado en la parte trasera de la cabina del fuselaje. Las alas de dos vanos del avión se podían plegar para facilitar el almacenaje a bordo de los portaaviones, con la superior unida directamente al fuselaje, que ocupaba el hueco interplanar. El armamento consistía en una única ametralladora Vickers frontal montada externamente a la izquierda del piloto, con una ametralladora Lewis en un anillo Scarff para el artillero.
Se volaron tres prototipos durante 1922, que llevaron a un contrato inicial de producción de 12 aviones. Los aviones de producción fueron designados Blackburn I y las primeras entregas al Fleet Air Arm en Gosport comenzaron en abril de 1923. Se construyeron 18 Blackburn I más en 1923-1924. Su primer despliegue operativo fue con el No. 422 Fleet Spotter Flight, que desplegó a bordo del HMS Eagle en el Mediterráneo en 1923.
Se realizó otro encargo de 29 Blackburn con el más potente motor Napier Lion V, designados como Blackburn II. El ala superior fue elevada 0,57 m para mejorar el manejo. Unos pocos Blackburn fueron usados como entrenadores doble mando y todos los Blackburn I fueron convertidos al estándar II antes de que el modelo fuera declarado obsoleto en 1931, cuando fue reemplazado por el Fairey IIIF.

## Variantes

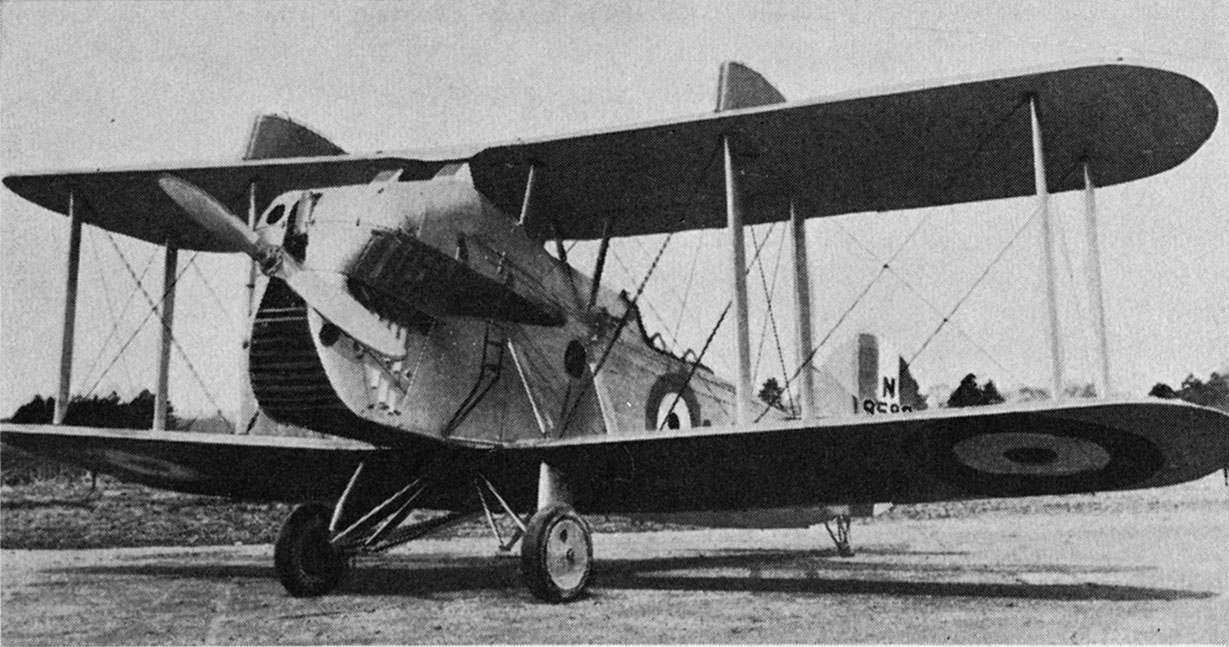
Blackburn Blackburn Trainer.

Blackburn
Prototipo, tres construidos.
Blackburn I
Versión de producción con motor Napier Lion IIB de 335 kW (449 hp), 33 construidos.
Blackburn II
Versión de producción mejorada con un Napier Lion V de 346 kW (464 hp) y espacio entre alas aumentado, 29 construidos.
Blackburn Trainer
Versión de entrenamiento del Blackburn I, equipada con cabina de asientos lado a lado y controles dobles. Conocido en el Fleet Air Arm como Bull (Toro). Dos aparatos del lote de Blackburn I.

## Operadores
Reino Unido
- Real Fuerza Aérea[7]
- Marina Real
  - Fleet Air Arm[7]

## Especificaciones (Blackburn I)
Referencia datos: British Naval Aircraft since 1912

### Características generales
- Tripulación: Tres (piloto, navegante y artillero)
- Longitud: 11 m (36,2 ft)
- Envergadura: 13,9 m (45,5 ft)
- Altura: 3,8 m (12,5 ft)
- Superficie alar: 60 m² (645,9 ft²)
- Peso vacío: 1782 kg (3927,5 lb)
- Peso cargado: 2704 kg (5959,6 lb)
- Peso máximo al despegue: 3015 kg (6645,1 lb)
- Planta motriz: 1× motor lineal W12 refrigerado por líquido Napier Lion IIB.
  - Potencia: 340 kW (469 HP; 462 CV)
- Hélices: Bipala de paso fijo

### Rendimiento
- Velocidad máxima operativa (Vno): 196 km/h (122 MPH; 106 kt) a 914 m (3000 pies)
- Alcance: 4 h 15 min
- Techo de vuelo: 3950 m (12 959 ft)
- Régimen de ascenso: 3,5 m/s (689 ft/min)

### Armamento
- Ametralladoras: 

  - 1x Vickers de 7,7 mm fija frontal
  - 1x Lewis de 7,7 mm flexible en anillo Scarff

## Aeronaves relacionadas

### Aeronaves similares
- Avro Bison